# Earl S. Herald
Earl Stannard Herald (* 10. April 1914 in Phoenix, Arizona; † 16. Januar 1973 nahe Cabo San Lucas, Niederkalifornien, Mexiko) war ein US-amerikanischer Biologe, Gerätetaucher und Fernsehmoderator. Sein Hauptinteresse galt der Ichthyologie.

## Leben
1937 erlangte Herald den Bachelor of Arts an der University of California, Los Angeles. 1939 wurde er zum Master of Arts an der University of California, Berkeley, graduiert. 1943 wurde er mit der Dissertation Studies on the Classification and Interrelationships of the American Pipefishes an der Stanford University zum Ph.D. promoviert. Während seiner Studienzeit kam Herald in Kontakt mit prominenten Mentoren, darunter Loye Miller, Joseph Grinnell und George Sprague Myers, seinem Doktorvater. Während des Zweiten Weltkriegs diente er im Rang eines Hauptmanns bei den Sanitätskorps der United States Army. 1946 studierte er die Auswirkungen der Atombombentests auf die Rifffische des Bikini-Atolls. Von 1947 bis 1948 arbeitete er als Wasserbiologe beim Fischereiprogramm des United States Fish and Wildlife Service auf den Philippinen. 
Im August 1948 wurde Herald zum Kurator für Aquatische Biologie am Steinhart Aquarium in San Francisco ernannt. 1949 wurde er Direktor des Aquariums. In seiner Amtszeit wurde die herpetologische Abteilung, die zu Beginn aus einer Boa bestand, zu einer der weltweit bedeutendsten Ausstellungen von Reptilien und Amphibien umgestaltet. Für die Sanierung des Aquariums bewilligte der Stadtrat von San Francisco eine Kommunalanleihe von 1.575.000 US-Dollar. Es wurde ein karussellförmiges Aquarium konzipiert, für dessen Verwirklichung eine Summe von 1.051.000 US-Dollar durch die G. H. C. Meyer Family Foundation zur Verfügung gestellt wurde. Das sogenannte Fish Roundabout wurde nach Heralds Tod unter der Leitung von John E. McCosker fertiggestellt und 1977 eröffnet.
Von 1952 bis 1966 moderierte Herald die wissenschaftliche Fernsehsendung Science in Action der California Academy of Sciences. 
Ende der 1960er Jahre entwickelte er gemeinsam mit Ronald B. Linsky auf einem ausgedienten, umgerüsteten PT-Schnellboot das San Francisco Bay Floating Laboratory, das es Highschool-Schülern ermöglichte, Meeresbiologen bei der Arbeit zu beobachten. Im Steinhart Aquarium gründete er einen Lehrgang für Studenten der California State University über Wasserorganismen in menschlicher Obhut. 
Zu Heralds biologischen Untersuchungsgebieten gehörten Neuguinea, Australien, die Marshallinseln, die Philippinen, die Galapagosinseln, die Revillagigedo-Inseln und Niederkalifornien. Für seine Studien über Süßwasserdelfine reiste er zum Amazonas, zum Ganges und zum Indus. Unter seinen 93 Publikationen befinden sich 14 biologische und taxonomische Artikel über die Familie der Seenadeln (Syngnathidae), darunter die Beschreibungen von drei neuen Gattungen, einer neuen Untergang, 14 neuen Arten und zwei neuen Unterarten. Herald veröffentlichte zwei Bücher: Living Fishes of the World (1961, überarbeitete Auflage 1962), das 1962 unter dem Titel Fische in der Reihe Knauers Tierreich in Farben in einer deutschen Übersetzung herauskam und Fishes of North America (1972). 
Am 16. Januar 1973 kam Herald beim Gerätetauchen in den Küstengewässern vor Cabo San Lucas in Niederkalifornien ums Leben.

## Dedikationsnamen
Nach Herald sind mehrere Fischarten, darunter Dactyloscopus heraldi, Aseraggodes heraldi, Cosmocampus heraldi, Centropyge heraldi und Heraldia nocturna sowie der Parasit Glugea heraldi aus der Abteilung Microsporidia benannt.